# Häuslings
Häuslings (westallgäuerisch: Heislings) ist ein Gemeindeteil der Marktgemeinde Scheidegg im bayerisch-schwäbischen Landkreis Lindau (Bodensee).

## Geographie
Die Einöde liegt circa 2,5 Kilometer südlich des Hauptorts Scheidegg und zählt zur Region Westallgäu.

## Ortsname
Der Ortsname ist vermutlich eine Diminutivbildung des mittelhochdeutschen Worts hus für Haus, also das mittelhochdeutsche Wort hüslin für Häuschen.

## Geschichte
Häuslings wurde erstmals urkundlich im Jahr 1569 als Heyßling erwähnt. 1770 fand die Vereinödung des Orts mit vier Teilnehmern statt. Der Ort gehörte einst der Herrschaft Altenburg an.